# Vœu de pauvreté
Le vœu de pauvreté est une promesse solennelle et publique faite à Dieu de renonciation à la possession de biens matériels, en vue de se livrer plus entièrement à la recherche de Dieu et des biens spirituels qu’il peut accorder. Il est fortement lié au désir profond de mise en commun des biens économiques et culturels de la terre, entre tous les hommes et femmes. 

## Christianisme

### Dans l'Église catholique

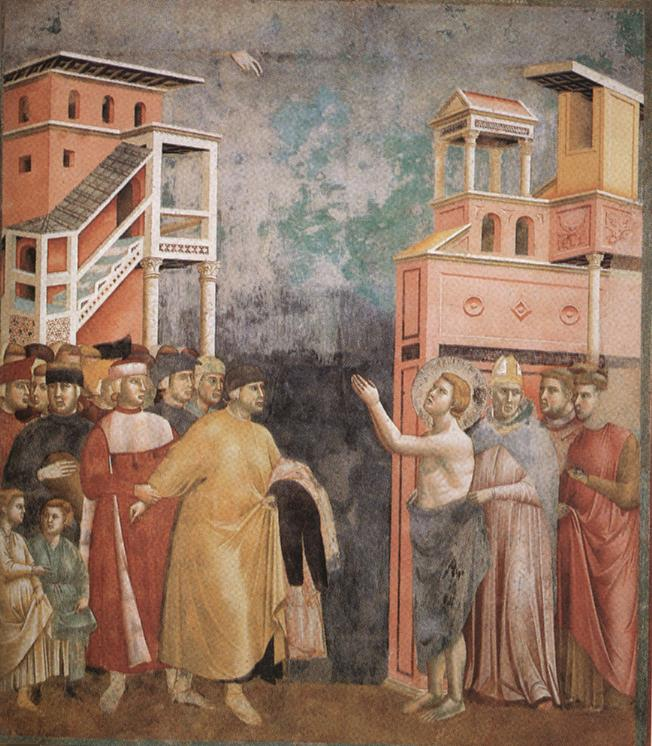
Saint François d'Assise, renonçant jusqu'aux vêtements donnés par son père a donné une grande impulsion à l'amour de « Dame Pauvreté ».

Dans l’Église catholique il prend la forme de se mettre à la suite du Christ (la sequela Christi) qui par choix personnel vécut dans le dénuement. 
Ce vœu est inspirée de l’invitation de Jésus au jeune homme riche de renoncer à ses biens, suivi du « viens, et suis-moi » (Mt 19,17-21). 
Il a été suivi par l'Église de Jérusalem tel que décrit dans le livre des Actes des Apôtres. Il y est mentionné que les chrétiens de Jérusalem vendaient leurs biens et mettaient leurs ressources en commun (Ac 2,45). 
À partir du IVe siècle, avec les vœux de chasteté et d’obéissance, le vœu de pauvreté vint progressivement à caractériser l’engagement personnel et vital dans la vie religieuse. Plus tard l’Église catholique insistera pour que les instituts de vie religieuse obtiennent son approbation.   Le vœu de pauvreté est l'un des trois vœux principaux que prononce un homme ou une femme qui, à la suite d'une période de probation (le noviciat), est admis dans un Ordre ou Congrégation religieuses. Le texte du vœu prononcé en public est laissé à l’appréciation des instituts religieux particuliers. Ce qui permet de l’exprimer à l’intérieur d’un charisme religieux ou apostolique particulier.

### Partage des biens
Les pères conciliaires de Vatican II invitent et encouragent les congrégations religieuses à partager leurs biens avec d'autres communautés plus pauvres, mais également avec « les indigents et les nécessiteux »,.
Selon l'Église catholique, il ne s’agit pas seulement de la mise en commun des biens économiques, mais aussi de services humanitaires, caritatifs et éducatifs. Les centres de secours lors des grandes famines au Moyen Âge en Europe étaient souvent des monastères. En France, la Trêve de Dieu, premier exercice de paix des armes imposée et organisée, est une initiative des moines clunisiens.

### Promotion de la justice
Depuis le concile Vatican II, l’idéal de partage des biens et attention aux personnes, articulé par le vœu religieux de pauvreté, s’ouvre de plus en plus à la dimension de la défense des droits de l'homme et promotion de la justice dans le monde,. La pauvreté apostolique, permettant de se présenter « sans bagage ni ostentation » (le « ni or ni argent, ni besace » de Mt 10,9-10), permettrait de ne tenir personne à distance et d’entrer facilement en contact avec tout un chacun.

### Simplicité de vie
Dans la culture et mentalité contemporaine la pauvreté est perçue comme un mal social ou économique. Cependant elle n'est pas à confondre avec l'indigence (le mal social et économique). Aussi le vœu de pauvreté est-il expliqué par des auteurs religieux contemporain comme un engagement à un style de vie radicalement simple,. La pauvreté religieuse n’est pas une option pour l’indigence ou la misère,. Ce dépouillement permet une nouvelle relation avec la nature et les biens de la terre, ou (en langage théologique) un renouvellement du sens de communion à Dieu, au sein de sa Création.

## Bouddhisme
Un texte bouddhiste ancien dit :  

« Celui qui dans sa sagesse a renoncé à tout avec joie, et qui demeure bienheureux dans une paix profonde, les dieux eux-mêmes l’envient, lui l’Éveillé, l’Inébranlable »

— Pierre Crepon (éd.), Les Fleurs de Bouddha : Une anthologie du bouddhisme.